# (400292) 2007 TM79
(400292) 2007 TM79 es un asteroide perteneciente al cinturón de asteroides, descubierto el 5 de octubre de 2007 por el equipo del Spacewatch desde el Observatorio Nacional de Kitt Peak, Arizona, Estados Unidos.

## Designación y nombre
Designado provisionalmente como 2007 TM79.

## Características orbitales
2007 TM79 está situado a una distancia media del Sol de 2,384 ua, pudiendo alejarse hasta 2,923 ua y acercarse hasta 1,845 ua. Su excentricidad es 0,226 y la inclinación orbital 1,157 grados. Emplea 1344,94 días en completar una órbita alrededor del Sol.

## Características físicas
La magnitud absoluta de 2007 TM79 es 17,7.